# Кудинов Лес
Кудинов Лес (укр. Кудинів Ліс) — посёлок в Уманском районе Черкасской области Украины.
Население по переписи 2001 года составляло 46 человек. Почтовый индекс — 19100. Телефонный код — 4746.

## Местный совет
19100, Черкасская обл., Монастырищенский р-н, г. Монастырище, ул. Ленина, 117